# Постановление в пользу князей
«Постановление в пользу князей» (лат. Statutum in favorem principum) — закон Священной Римской империи, утверждённый императором Фридрихом II в мае 1232 года, закрепивший за высшей германской аристократией обширные привилегии в сфере территориального управления, судопроизводства и взимании таможенных пошлин. Вместе с «Соглашением с князьями церкви» 1220 года «Постановление в пользу князей» способствовало развитию территориального суверенитета германских светских и церковных княжеств и создало правовую основу дальнейшей федерализации Священной Римской империи.
«Постановление в пользу князей» подтверждало аналогичную привилегию, дарованную германским князьям сыном Фридриха II Генрихом в 1231 году в период его восстания против отца. Права, закреплённые Постановлением за светскими князьями, были в целом аналогичны привилегиям, дарованным Фридрихом II высшему германскому духовенству в 1220 году («Соглашение с князьями церкви»). Целью издания Постановления было обеспечение поддержки немецкой аристократией императора, ведущего борьбу с папой римским и гвельфами в Италии. За признание своего верховенства и оказание военной помощи Фридрих II согласился предоставить территориальным князьям самостоятельность в управлении их владениями. В частности, император отказался от права строительства крепостей и новых городов на церковных землях, признал исключительную юрисдикцию княжеских судов на территории соответствующих владений и право чеканки собственной монеты, закрепил подчинение среднего и мелкого дворянства князьям, а также утвердил ряд положений, направленных против имперских городов: им запрещалось предоставлять убежище подданным князей, распространять свою юрисдикцию за пределы городских стен и предписывалось вернуть князьям земли и имущество, перешедшие под контроль городов.
Хотя, по мнению современных исследователей, «Постановление в пользу князей» не вводило новых прав и привилегий высшей аристократии, а лишь закрепляло сложившийся в период правления Фридриха I и междуцарствия 1198—1215 объём прерогатив князей в отношении собственных владений, оно имело большое значение для развития империи по пути федерализации и явилось правовой основой формирования полунезависимых от императора территориальных княжеств, обладающих достаточно широким, хоть и ограниченным, суверенитетом.